# Oxyrhachis unicolor
Oxyrhachis unicolor är en insektsart som beskrevs av Walker. Oxyrhachis unicolor ingår i släktet Oxyrhachis och familjen hornstritar. Inga underarter finns listade i Catalogue of Life.